# Verdrag van Den Haag (1698)
Het Verdrag van Den Haag (ook bekend als het Eerste Partitieverdrag) werd getekend op 11 oktober 1698 tussen Engeland, Frankrijk en de Republiek der Zeven Verenigde Nederlanden. 
Het akkoord probeerde de kwestie op te lossen omtrent de vraag wie de Spaanse troon mocht erven en stelde de nog zeer jonge Jozef Ferdinand van Beieren voor als de erfgenaam. Bovendien stelde de overeenkomst voor dat Lodewijk, de Grote Dauphin, de koninkrijken Napels en Sicilië alsook het groothertogdom Toscane zou krijgen en dat de keizer van het Heilige Roomse Rijk, Karel VI, de Spaanse Nederlanden zou krijgen. Leopold van Lotharingen zou Milaan nemen, maar zou op zijn beurt Lotharingen  en Bar moeten afstaan aan de Franse dauphin. 

## Ondertekenaars
Het verdrag werd op 11 oktober 1698 in Den Haag ondertekend. Voor Frankrijk tekende Camille d’Hostun, de hertog van Tallard. Voor Engeland tekenden Hans Willem Bentinck, de eerste graaf van Portland en Joseph Williamson. Voor de Zeven Verenigde Nederlanden werd ondertekend door acht mannen: Frans Verbolt, een burgemeester van Nijmegen voor Gelderland; Frederik Christiaan baron van Reede; Anthonie Heinsius voor Holland, Johan Becker voor Zeeland; J. van der Does voor Utrecht, Willem van Haren voor Friesland; A. Lencker voor Overijssel en Jan de Drews voor Groningen.

## Dood van het Beierse erfprinsje
Het Eerste Partitieverdrag werd ontkracht toen Jozef Ferdinand van Beieren in februari 1699 op zevenjarige leeftijd stierf. 

## Vervolg
In de loop van 1699 en 1700 werd over het Tweede Partitieverdrag onderhandeld. Aartshertog Karel weigerde dit echter omdat in dit verdrag niet alle Spaanse bezittingen in Italië aan Oostenrijk zouden toevallen. Ook koning Karel II van Spanje weigerde deze regeling, omdat het het Spaanse Rijk zou verdelen. Bij zijn testament liet hij al zijn bezittingen na aan de tweede zoon van de dauphin, Filips van Anjou. Na Karels dood in 1700 verwierp ook koning Lodewijk XIV van Frankrijk het eerder namens hem ondertekende  verdrag. Dit leidde direct tot een lange en kostbare oorlog, waarbij heel Europa betrokken was, de Spaanse Successieoorlog, die in 1701 begon. 

## Voetnoten
1. ↑  (en)  The first partition treaty, or treaty of The Hague

Verdelingsplan Van den Bergh en Warfusée (1632) · Verdrag van Parijs (1635) · Verdelingsplan van 1663 · Verdelingsplan Flahaut (1830)